# Maria Montserrat Capdevila d'Oriola
María Enriqueta Teresa Montserrat Capdevila d'Oriola (Cabestany, 1905-Barcelona, 4 de octubre del 1993) fue una de las primeras matemáticas de España, y también se desarrolló en la astronomía.

## Biografía
Era hija del matrimonio de Juan Capdevila Lacasa, nacido en Barcelona, y de Thérése d´Oriola de Paillarés, nacida en Cabestany 1882. En 1924, a la edad de diecinueve años, ingresó en la Facultad de Ciencias Exactas, Físicas y Químicas y Naturales de la Universidad de Barcelona. Y el 26 de septiembre de 1928 obtuvo la licenciatura con un expediente brillante en ciencias exactas. Posteriormente obtiene el doctorado por la Universidad Central de Madrid.
En 1928, fue nombrada catedrática interina de matemáticas del Instituto de Zafra, y al poco tiempo obtuvo la cátedra de Lengua y Literatura francesas del Instituto de Figueras, Alto Ampurdán. En 1931, fue becada por la Junta para la Ampliación de Estudios (JAE) durante nueve meses para estudiar la teoría de las funciones y la axiomática de los espacios de Hilbert en, en el Seminario de Matemáticas de la Universidad de la Sorbona  en París. Durante el curso de 1931 a 1932 trabajaría como profesora auxiliar de Astronomía General y Física del Globo de la Facultad de Ciencias de la Universidad de Barcelona, siendo su primera profesora universitaria matemática.
Su carrera como investigadora quedó definitivamente interrumpida por la Guerra Civil y el franquismo. Así después del 39, los cargos docentes dejaron de tener validez, y le fue necesario pasar un proceso de depuración; 1940 Maria Capdevila D'Oriola recuperó el cargo de catedrática de instituto de séptima categoría (con un sueldo de 10.600 pesetas), con una plaza en Figueras. Se jubiló siendo catedrática del IES Jaume Balmes de Barcelona. En su vertiente ciudadana activista, tuvo una decidida labor permitiendo mantener y hacer prosperar el Bosque de Can Gallart, en el Barrio de Horta (Barcelona).
Estuvo casada con Josep Maria Gallart Sanz, catedrático de Física y Química en la IES Ausiàs March de Barcelona, de quien enviudó en 1988. Tuvieron un hijo, Josep Maria Gallart i Capdevila.